# دونيجة
دُونِيجَة هو جنس من 13 نباتًا سنويًا موطنه غرب أمريكا الشمالية وشيلي. سوقها قصيرة تعلو من ١٥ إلى ٤٠ سم. أوراقها لاطئة كاملة شبه بيضية الشكل صغيرة القد. أزهارها لعيثة ملونة.

## الأنواع
من أنواعها
- دُونِيجَة رشيقة
- دُونِيجَة أنيقة